# 大江丸
大江丸（おおえまる、享保7年10月5日（1722年11月13日） - 文化2年3月18日（1805年4月17日））は、江戸時代中期の俳人。
姓は安井（やすい）。名は、諱が政胤（まさたね）、幼名が利助（りすけ）、隠居名が宗二（そうじ）。通称は大和屋善右衛門（やまとや ぜんえもん）、江戸店での屋号は嶋屋佐右衛門（しまや さえもん）を用いた。号に芥室（かいしつ）、舊州（新字体：旧州、ふるくに）、舊國（新字体：旧国、ふるくに）、大江隣（おおえとなり）など。晩年に号した大伴大江丸（おおともの おおえまる）の名で知られる。
大坂出身。飛脚問屋・嶋屋の主人で、家業上諸国を旅したので、交際がきわめて広く、またたいへん筆まめで、そのうえ長寿でもあったので、残した紀行文や随筆、そして発句などは莫大な数にのぼる。そのなかでも『俳懺悔』と『俳諧袋』は、大江丸の作品や心境を知るうえのみならず、当時の俳壇の記録としても貴重な資料になっている。
作風としては京都の蕪村派の影響を受けているが、西山宗因や上島鬼貫の模倣をした作品もある。初め笠家旧室に学び、のちに江戸の大島蓼太に私淑し、著書においても蓼太を師として敬っている。